# Подгай (Нижньосілезьке воєводство)
Подгай (пол. Podgaj) — село в Польщі, у гміні Кондратовиці Стшелінського повіту Нижньосілезького воєводства.
Населення — 234 особи (2011).
У 1975—1998 роках село належало до Вроцлавського воєводства.

## Демографія
Демографічна структура станом на 31 березня 2011 року:
|          | Загалом | Допрацездатний вік | Працездатний вік | Постпрацездатний вік |
| -------- | ------- | ------------------ | ---------------- | -------------------- |
| Чоловіки | 120     | 24                 | 90               | 6                    |
| Жінки    | 114     | 24                 | 69               | 21                   |
| Разом    | 234     | 48                 | 159              | 27                   |